# Błąd piłki niesionej
Ten artykuł opisuje zagadnienie koszykarskie zgodne z normami FIBA.
Zasady w ligach NBA, NCAA lub innych mogą różnić się od tutaj przedstawionych.
Błąd piłki niesionej – jeden z błędów w koszykówce. Występuje, kiedy piłka spoczywa na dłoni zawodnika, nie dotykając parkietu, podczas poruszania się zawodnika. Możliwe jest chwilowe trzymanie piłki pod ręką podczas tzw. "kozłowania przyspieszającego", lecz gdy ręka znajdzie się pod piłką odgwizdywany jest błąd piłki niesionej.
Sędzia sygnalizuje ten błąd wykonując półobrót ręką z otwartą dłonią do przodu.